# Mission de France
Die Mission de France (vollständige Bezeichnung Prélature de la Mission de France) ist eine römisch-katholische Missionsgesellschaft in Frankreich. Das Mutterhaus in Pontigny gehört als Territorialprälatur keinem Bistum an.

## Missionsgesellschaft
Die 1941 auf Initiative von Kardinal Emmanuel Suhard (1874–1949) gegründete katholische Einrichtung mit Sitz in Pontigny (ursprüngliche Gründung in Lisieux durch Louis Augros) hat es sich zur Aufgabe gemacht, Frankreich von Neuem zu missionieren. Der Mission kommt es darauf an, einen aufrichtigen und geduldigen Dialog mit allen zu führen, die dem katholischen Glauben fernstehen. Die Gründung der Mission markiert zugleich den Schlusspunkt der langwierigen Abkehr des französischen Episkopats von Tendenzen des Integralismus. Denn seither will die Kirche in Frankreich auf jenen Teil der Gesellschaft offen zugehen, der sich dem Katholizismus gegenüber zuvor aus historischen und politischen Gründen verschlossen hat. Suhard wollte mit seiner Initiative eine Mauer niederreißen, die die Arbeitswelt, die Wohnviertel und viele gesellschaftliche Strömungen von der Kirche fernzuhalten schien.
Der Gemeinschaft der Mission gehören Gläubige, Priester, Diakone und Laien an, die sich dieser Aufgabe widmen.
Die Ordensgemeinschaft im eigentlichen Sinne ist darüber hinaus auch in Algerien und in verschiedenen frankophonen Ländern tätig.

## Territorialprälatur
Der Gemeinschaft, die in dem Dorf Pontigny ihr Mutterhaus und Priesterseminar hat, wurde am 15. August 1954 durch Papst Pius XII. mit der Apostolischen Konstitution Omnium ecclesiarum sollicitudo der Status einer Territorialprälatur verliehen. Der Prälat ist immer Bischof einer anderen Diözese und für die Mission de France so etwas wie ein Generalsuperior.
Die Territorialprälatur Pontigny bestand im Jahre 2013 aus 850 Katholiken und ihrem Pfarrer. Sie untersteht kirchenrechtlich seit 2002 dem Erzbistum Dijon, davor dem Erzbistum Sens.

## Liste der Prälaten der französischen Mission
- 1954–1965: Achille Liénart (Bischof von Lille)
- 1965–1968: François Marty (Erzbischof von Reims)
- 1968–1973: Henri Gufflet (Koadjutorbischof, dann Bischof von Limoges)
- 1974: André Bossuyt (Weihbischof in Reims)
- 1974–1975: Jacques Le Cordier (Bischof von Saint-Denis)
- 1975: François Marty (Erzbischof von Paris)
- 1975–1982: Roger Etchegaray (Erzbischof von Marseille)
- 1982–1988: Albert Decourtray (Erzbischof von Lyon)
- 1988–1995: André Lacrampe (Weihbischof in Reims)
- 1996–2004: Georges Gilson (Erzbischof von Sens-Auxerre)
- 2004–2015: Yves Patenôtre (Erzbischof von Sens-Auxerre)
- 2015–2025: Hervé Giraud (Erzbischof von Sens-Auxerre, dann Erzbischof-Bischof von Viviers)
- seit 2025: Dominique Blanchet (Bischof von Créteil)